# Douglas C-74 Globemaster
Douglas C-74 Globemaster je bilo štirimotorno propelersko vojaško transportno letalo, ki ga je proizvajalo ameriško podjetje Douglas Aircraft Company iz Long Beacha, Kalifornija. Letalo so razvili po japonskem napadu na Pearl Harbor. Namen je bil zgraditi letalo za čezoceanske strateške prevoze. Uporabljal naj bi se prevoz lahkih tankov, havbic, buldožerjev in drugega vojaškega tovora.
Prvič je poletel šele 5. septembra 1945 zaradi tehničnih težav pri načrtovanju. Kljub temu, da je bil delno uspešen, so zgradili samo 14 letal, je pa dizajn vplival na njegovega naslednika Douglas C-124 Globemaster II.
Ob času prvega leta (1945) je bil C-74 največje kopensko letalo, ki je vstopilo v serijsko proizvodnjo. Lahko je prevažal 125 vojakov ali 21 ton tovora do 5500 kilometrov daleč. Posebnost C-74 je bila izvedba kokpita, ki je imel dve kapljičsti okni za pilota in kopilota, kar pa ni bilo popularno pri pilotih, zato so jih pozneje predelali. 

## Tehnične specifikacije (C-74 Globemaster)
Podatki iz McDonnell Douglas Aircraft since 1920
Splošne karakteristike
- Posadka: 5
- Število sedežev: 125 vojakov
- Tovor: 48150 funtov (21840 kg)
- Dolžina: 124 ft 2 in (37,85 m)
- Razpon kril: 173 ft 3 in (52,81 m)
- Višina: 43 ft 9 in (13,34 m)
- Površina kril: 2510 ft² (233 m²)
- Teža praznega letala: 86172 lb (39087 kg)
- Naložena teža: 154128 lb (69911 kg)
- Maks. vzletna teža: 172000 lb (78000 kg)
- Pogon letala: 4 ×  radialni motorji Pratt & Whitney R-4360-69, 3250 KM (2424 kW)  vsak

 Zmogljivost 
- Maks. hitrost: 328 mph (285 vozlov, 528 km/h) at 10000 ft (3050 m)
- Doseg: 3400 mi (2950 nmi, 5470 km)
- Višina leta: 21300 ft (6490 m)
- Hitrost vzpenjanja: 2605 ft/min (13,2 m/s)
- Obremenitev kril: 61 lb/ft² (300 kg/m²)
- Razmerje moč/teža: 0,08 KM/lb (140 W/kg)